# SS City of Paris
Le City of Paris II est un paquebot transatlantique britannique mis en service en 1889 pour l'Inman Line. Il est le second navire de la compagnie à porter ce nom après celui construit en 1864. Comme son sister-ship le City of New York III, il est à sa construction le plus gros paquebot du monde et devient le plus rapide en décrochant à 4 reprises en 1889 et 1892 le Ruban bleu récompensant le record de traversée transatlantique.
Vendu à l'American Line en 1893, il est par la suite connu sous le nom de Paris. Après un accident en 1899, il subit une lourde refonte et devient le Philadelphia, au service de la même compagnie. Il est aussi réquisitionné à deux reprises par l'US Navy et sert comme croiseur auxiliaire durant la guerre hispano-américaine en 1898 (sous le nom de USS Yale) puis comme transport de troupes à la fin de la Première Guerre mondiale (sous le nom de USS Harrisburg) entre 1918 et 1919. Finalement vendu en 1922 à la compagnie italienne New York - Naples SS Co., il effectue un dernier voyage en Méditerranée à destination de Gibraltar et Naples avant d'être démoli à Gênes en 1923.

## Histoire

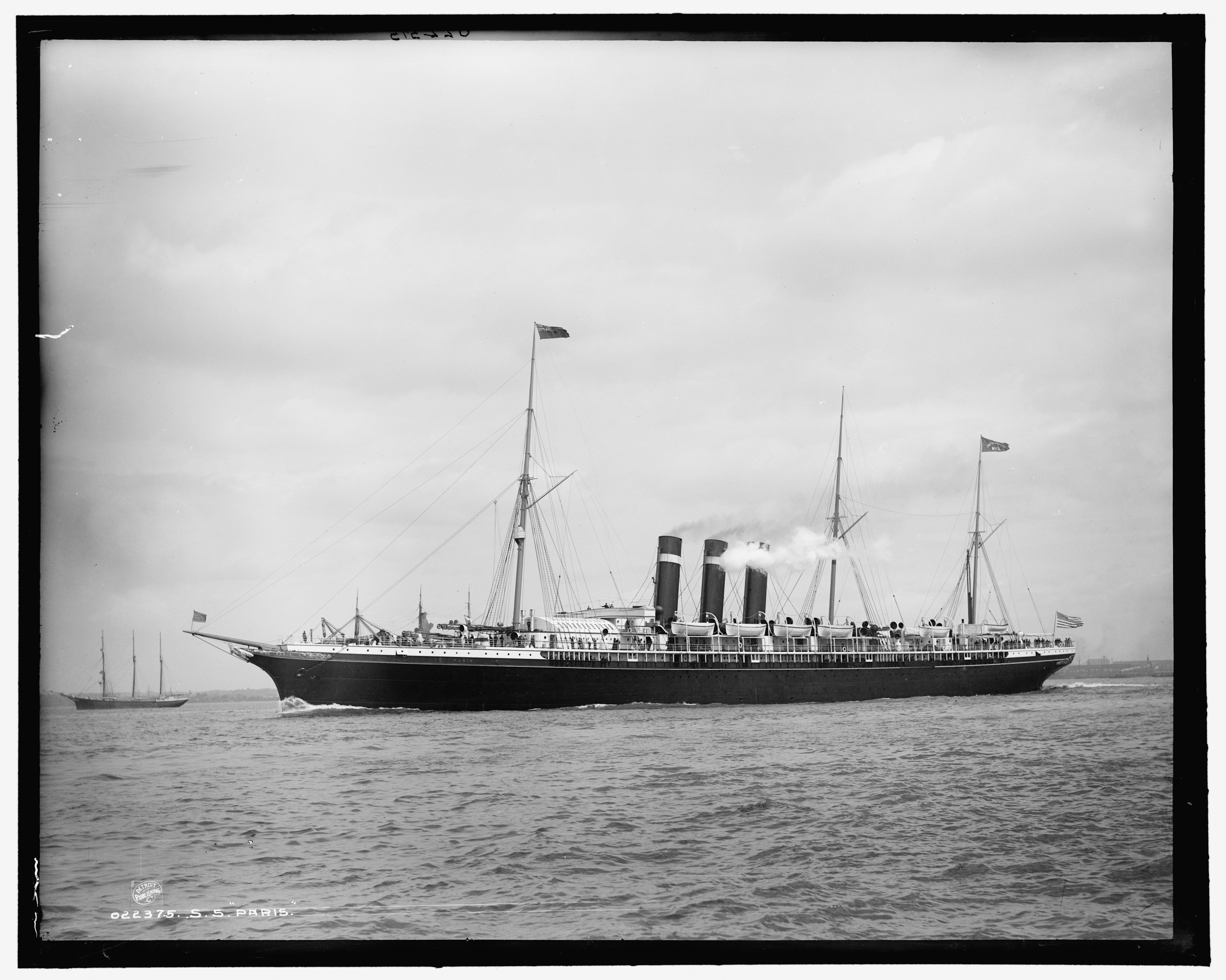
Le paquebot au milieu des années 1890, près du port de New York.